# Skala SCORE
SCORE (ang. Systematic COronary Risk Evaluation) – skala oceny ryzyka sercowo-naczyniowego opracowana dla populacji krajów europejskich przez międzynarodowe grono ekspertów pod patronatem Europejskiego Towarzystwa Kardiologicznego na podstawie ponad 3 milionów osobolat obserwacji oraz 7934 incydentów sercowo-naczyniowych zakończonych zgonem.

## Zastosowanie
System SCORE służy do szacowania indywidualnego ryzyka zgonu z powodu incydentu sercowo-naczyniowego (takiego jak zawał serca, udar mózgu, pęknięcie tętniaka aorty) w ciągu następnych 10 lat, w oparciu o czynniki ryzyka występujące u danej osoby. Do czynników tych należą:
- wiek
- płeć
- palenie tytoniu
- stężenie cholesterolu całkowitego w surowicy krwi
- wartość skurczowego ciśnienia tętniczego

## Interpretacja wyników
Uzyskiwany wynik wyrażony jest w procentach. Wyodrębniono cztery kategorie ryzyka sercowo-naczyniowego:
- niskie (poniżej 1%)
- umiarkowane(od 1% do 4%)
- zwiększone (od 5 do 9%)
- znacznie zwiększone (10% i więcej)

Oszacowanie całkowitego ryzyka sercowo-naczyniowego jest niezbędne dla wdrożenia działań profilaktycznych. Rekomendowane jest rozpoczęcie leczenia hipotensyjnego i/lub hipolipemizującego, gdy 10-letnie ryzyko zgonu z powodu chorób sercowo-naczyniowych przekracza 5%. U pacjentów ze znacznie zwiększonym ryzykiem zaleca się przewlekłe przyjmowanie kwasu acetylosalicylowego w dawce 75 mg na dobę.

## Zastrzeżenia
Skala Score jest przeznaczona wyłącznie do stosowania w prewencji pierwotnej. Może ona niedokładnie szacować ryzyko w niektórych grupach pacjentów:
- osoby z już z rozpoznanym schorzeniem układu krążenia na tle miażdżycy (chorobą niedokrwienną serca, chorobą tętnic obwodowych, chorobą tętnic dogłowowych)
- osoby z już z rozpoznaną cukrzycą typu 2 lub typu 1
- osoby z pojedynczym, lecz znacznie nasilonym czynnikiem ryzyka (stężenie cholesterolu całkowitego powyżej 320 mg/dl (8 mmol/l) lub cholesterolu LDL powyżej 240 mg/dl (6 mmol/l))

U tych pacjentów ryzyko sercowo-naczyniowe jest znacznie zwiększone, niezależnie od wyniku otrzymanego na podstawie tabeli SCORE. Osoby te powinny być leczone z maksymalną intensywnością.
Ponadto skala SCORE nie uwzględnia innych czynników ryzyka sercowo-naczyniowego takich jak:
- siedzący tryb życia
- otyłość
- obciążenie przedwczesną chorobą układu krążenia w najbliższej rodzinie (rodzice, rodzeństwo, dzieci)
- nieprawidłowa glikemia na czczo
- obniżone stężenie cholesterolu HDL
- zwiększone stężenie trójglicerydów, lipoproteiny A, apoB, fibrynogenu, homocysteiny